# Памятник Павлу Ткаченко
Памятник Павлу Ткаченко — открыт 9 апреля 1961 года в приднестровском городе Бендеры в честь 60-летия со дня рождения видного деятеля подпольного коммунистического движения Бессарабии и Румынии, активного участника Бендерского вооружённого восстания Павла Дмитриевича Ткаченко.
Сооружён на средства, собранные комсомольцами и молодёжью города Бендеры и прилегающих районов. До 1972 года размещался на привокзальной площади, затем был перенесён на площадь перед Дворцом культуры им. Павла Ткаченко.
- Скульпторы: Наум Эпельбаум, Брунгильда Эпельбаум-Марченко.
- Архитектор: С. Шойхет.